# Louttre.B
Louttre.B, pseudonyme de Marc-Antoine Bissière, né le 15 juillet 1926 à Paris, où il est mort le 6 avril 2012,,, est un peintre et un graveur français, dont l'œuvre d'abord non figurative se développe à partir de 1962 dans le sens d'une « représentation allusive » tout à la fois poétique et humoristique.

## Biographie
Marc-Antoine Bissière, dit « Louttre.B », est le fils d'Albertine Lucie Lotte et du peintre Roger Bissière. Celui-ci enseigne à l'académie Ranson, que devaient fréquenter, autour de 1935, Jean Le Moal, massier de son atelier de fresque, Alfred Manessier, le sculpteur Étienne-Martin. Quittant Paris en 1938, Bissière s'installe à Boissièrette, dans le Lot, où Louttre demeure jusqu'en 1949. Dès 1942 il commence à peindre, tandis qu'il travaille aux champs et débarde le bois. En février 1944 il participe, sous le nom d'Antoine Bissière, à une exposition à la Galerie de France, préfacée par Gaston Diehl, avec Bissière et ses amis, Bertholle, Le Moal, Manessier, Singier, Étienne-Martin. Il entre en mai dans un maquis du Lot puis est incorporé.
À partir de 1945, Louttre travaille avec Bissière :
« J'avais vingt ans, nous peignions chaque jour dans le même atelier, dos à dos ; et pendant deux ans, nous avons joué au ping-pong, lui avec son savoir, moi, avec l'inconscience de la jeunesse : il trouvait quelque chose, je le reprenais ; il le reprenait à son tour. Ce furent deux années de partage. Je lui offrais ma candeur, il m'offrait son savoir », se souvient-il.
En 1950, Marc-Antoine Bissière épouse Marie Josée de Lavallée et ils ont un enfant, Caroline. À cette époque, il s’installe à Paris au 8, rue Saint-Victor en tant que peintre en bâtiment jusqu’en 1955. Il se marie en secondes noces en 1954 avec Laure Latapie, fille du peintre Louis Latapie. Habitant alors au 10, rue Frémicourt, ils ont eu trois enfants par la suite, Dominique, Isabelle et Martin (qui peindra sous le nom de Martin Bissière).
La galerie Pierre Loeb présente ses peintures en 1957 et la galerie Jeanne Bucher en 1959 (préface de Jacques Lassaigne). Il expose parallèlement au Salon de mai puis au Salon des Réalités Nouvelles. En 1960, il commence la gravure en taille-douce (sur bois ou lino), en amicale complicité avec Marcel Fiorini. Il est en 1961 lauréat de la deuxième Biennale de Paris.
À partir de 1962, il se détourne de la non-figuration et revient vivre à Boissierette jusqu'en 1967, signant désormais ses toiles Louttre.B. De 1965 à 1967 il réalise une série de peintures au sable, technique à laquelle il reviendra plusieurs fois dans les décennies suivantes. Il est, en 1966, lauréat de la cinquième Biennale de la gravure de Tokyo et, en 1967, de la Triennale de Grenchen, en Suisse.
En 1970, la galerie Jeanne Bucher expose, préfacées par Gaëtan Picon, les « gravures pour le mur » (2 mètres sur 3 mètres) que Louttre.B a imprimées avec l'aide de Fiorini et de Paul Decottignies.
« Il m'a semblé sans intérêt de faire de la gravure si je n'inventais pas une nouvelle technique ; et si, cette technique, je ne la faisais pas évoluer au cours des années », dit-il : « La dimension aussi me semblait un moyen d'échapper au côté traditionnel de la gravure, de trouver une autre façon de graver. Il n'y a nul goût de record dans les méga-gravures que j'ai réalisées, seulement un désir de renouveau. »
Louttre.B, travaillant entre Paris et Boissièrette, présente par la suite près d'une centaine d'expositions particulières de ses peintures et gravures à Paris (notamment à la galerie Fabien Boulakia entre 1979 et 1987, puis à la galerie Le Troisième Œil et en 2009 à la Galerie Ceysson, Paris) et en province, mais aussi en Allemagne, au Danemark, au Luxembourg, aux Pays-Bas, en Suède et en Suisse. Il réalise plusieurs livres et, à partir de 1966, des sculptures monumentales en ciment, principalement pour des bâtiments publics. Entre 1968 et 1973, il collaborera plusieurs fois avec la Manufacture nationale de Sèvres à la réalisation notamment d'une fontaine, d'un panneau mural, d'assiettes et d'une pendule.

## Œuvre

### L'œuvre peint
Autour de 1960, Louttre inverse sa démarche jusque-là non figurative en une active néo-figuration. À l'opposé du « paysagisme abstrait », les glissements les uns dans les autres des pans de couleurs font ainsi surgir de ses toiles d'inidentifiables « quasi-objets ». Les resserrements et ajustements réciproques des surfaces évoquent plus lisiblement dans les années suivantes les silhouettes des vivants et des choses. Ancêtres en Médaillons et Ravageuses de plage, flacons et coquetiers, machines à coudre, bouilloires, rocking-chairs, bicyclettes et brouettes défilent ou se rassemblent pour des voisinages insolites. En un climat agreste les rejoignent légumes, fleurs ou champignons, et bon nombre de passereaux, perdrix, hérons, étourneaux. Tandis que dominent en peinture les visions et les produits de la société industrielle, Louttre.B offre à l’image populaire un avenir imprévu, réalise en 1974 Enseignes et pancartes, ainsi qu’un Tarot des familles. Dans des paysages composés en marge de tout réalisme, auxquels il donne régulièrement des titres où le calembour le dispute à l'à peu près, il mêle en 1979 les registres de l’espace dans la chronique de ses Coulheures.
Au long de cet inventaire du quotidien, à mesure que Louttre.B déplace son attention des objets les plus proches vers les choses du dehors, la présence de l’Arbre se lève de plus en plus distinctement dans ses toiles pour en investir autour de 1980 la quasi-totalité. En 1983 les multiples horizons que réunissent, comme hai-kaï plastiques, ses Pays-sages en répercutent en des espaces simultanés les échos. Louttre.B introduit alors des photographies découpées dans des magazines, collées puis intégrées en les repeignant dans la composition du tableau. Puis apparaissent en 1986 dans ses Champs d'amour de larges bâtisses, fermes et granges, parmi la poussée tenace de la terre, le déferlement massif des forêts, la tectonique des campagnes. En une nouvelle mutation de sa peinture, collines et coteaux, naguère fragiles sous l'immensité des nuages, emportent les cadastres qui les contenaient, ruissellent puissamment jusqu’aux sommets de la toile. Une lumineuse rumeur terrestre monte dans les rafales de la Saison verte.
Lui succède de 1989 à 1992 celle des Sables qui, mêlés aux pigments, incitent la main à inscrire au plus vif ses traces, le regard à les réactiver. Verres, fleurs et fruits, figues ou citrons, gravitant sur la toile en toute liberté, exhalent du plus profond leurs murmures intimes. C’est alors que Louttre.B en revient à la silhouette humaine. Quand les peintres, avec le cubisme, « ont voulu briser la figuration, ils se sont surtout attaqués aux paysages, aux objets, aux natures mortes. La figure humaine dans l’ensemble les intéressait moins. Or, après un demi-siècle d’abstraction, on se sent plus à l’aise en s’attaquant à la figure humaine dans la recherche d’une nouvelle figuration », déclarait-il en 1969. Nombreuses étaient alors les figures aux visages indistincts qui peuplaient ses toiles. Trente ans plus tard il en modifie les signes autour des robustes présences féminines qui parsèment les Pages de son Sable show, Reine ou Vénus, Ève ou passante anonyme tout droit sortie de Pompéi peut-être.
Tout au long de cet itinéraire Louttre.B déconstruit et reconstruit régulièrement son langage. « J’ai souvent essayé de nouvelles choses avec des matières neuves pour moi ; chaque fois avec des balbutiements, des repentirs. Petit à petit, par l’acharnement, on arrive au meilleur de soi-même; et puis, on s’use; un jour on s’ennuie : là il faut laisser tomber, trouver une technique autre qui redonnera l’excitation, le désir de faire, et non plus de refaire. Il faut partir dans un autre voyage. J’ai passé ma vie dans de nouveaux voyages », confie-t-il). Autour de 1992 il en revient un moment à l’huile. Dans un monde plus aérien les formes se resserrent comme idéogrammes au milieu des plages de la couleur. Puis il retrouve l’acrylique et le sable. Les signes qu’il y sème interpellent de nouveaux êtres du monde ou reprennent en d’autres timbres ses thèmes familiers.
« J'ai peint à l'huile, à l'acrylique, à la colle, au sable : on ne peint pas avec du sable comme avec l'huile. Chaque matériau vous force à trouver d'autres gestes et à découvrir un nouveau plaisir de faire », dit encore Louttre.B. Au long de ses Campagnes de l’an II (2001), dans le sillage nacré de l'Oiseau traversant le ciel frémissent des étendues ocre et rougeoyantes. Ajouré dans les griffures de ses branches ou calciné dans le trait du fusain, l’Arbre qui l’accompagne passe sous toutes les saisons de la couleur par toutes les essences. En d’incessantes métamorphoses se répondent les minces damiers des plumages et feuillages. Puis une visite de Louttre.B au Musée de Cluny fait entrer, en un climat médiéval qu’avait déjà sporadiquement côtoyé son travail, La Dame à la licorne dans une série de toiles développée en 2002. Voilée dans sa stature sculpturale par le flux des plis ou les empreintes de dentelles dont il la vêt, sa silhouette conjugue, sous le tourbillon des oriflammes, la vivacité des bleus, des ocres et des roses avec celles de la tente qui l’abrite, de la licorne qui l’accompagne.
Caractéristique de la peinture de Louttre.B est ainsi son renouvellement, à travers l'interrogation qu'elle poursuit de son langage, de ses moyens, de ses pouvoirs. Chacune de ses étapes en extrait les signes possibles, instables, qui seraient susceptibles dans leur variété, dans la variation qu’il en opère, l’interaction qu’exercent leurs rencontres, de révéler des êtres du réel et de l'imaginaire, toujours aisément identifiables, une présence jusqu'alors inconnue. Par une recréation continue, une constante récréation, c’est à l’instant où les traces, du trait ou du geste, se refermant sur leur réalité propre, commencent de mener en elles hors d’elles-mêmes, de réfracter en une approche neuve l’Arbre et l’Oiseau, les collines et les coteaux, qu'il suspend formes et couleurs, pour les donner à éprouver dans leurs qualités tout à la fois visuelles et tactiles. Dans ma peinture, dit Louttre.B, « il y a une grande banalité, et une volonté de ne pas déranger l’ordre mental du spectateur en lui offrant une image parfaitement acceptable. Je désire qu’il appréhende les éléments figurés, qu’il les reconnaisse, et que cette perception soit une fenêtre sur sa délectation ».
En 2009, vingt-et-un tableaux de Louttre.B inspirent des textes poétiques à Annie Briet dans La Chair des Jours, SOC & FOC éditeur.

### L'œuvre gravé
Si la pratique picturale tient une place centrale dans sa production, Louttre se plait à explorer les champs artistiques les plus divers et notamment la gravure qu’il a pratiqué avec passion toute sa vie. À partir de 1960, il réalise des gravures sur zinc ou sur cuivre et utilise la technique de la gravure sur bois ou linoléum imprimé en taille-douce pratiquée par son ami Marcel Fiorini (1922-2008) qui avait mis au point ce procédé et l'avait notamment adopté en 1954 pour le livre Cantique à notre frère soleil de son père Roger Bissière. Tirées par l’artiste lui-même, ses gravures explorent tous les formats, de l’ex-libris au monumental. Ses formats exceptionnels imprimés sur des feutres de 2 mètres sur 3 sont exposés avec ceux de Marcel Fiorini en 1970 à la galerie Jeanne-Bucher à Paris. 
Son œuvre gravé se compose de plus de mille estampes. Un exemplaire de chacune d'entre elles est déposé à la Bibliothèque nationale de France. En 1985, parait un premier volume du catalogue raisonné de l'oeuvre gravé qui comporte 442 numéros. En 2003, sa donation au musée de Sens de 462 gravures réalisées de 1984 à 2006 est accompagnée de l'édition du volume 2 du catalogue raisonné. Une seconde donation vient enrichir l'exceptionnel fond de gravures anciennes du musée de Villeneuve-sur-Lot en 2007.

#### Livres d'artiste
Louttre.B a réalisé plusieurs livres entièrement gravés: 
- Le Néon de la vie, 1967 gravé sur bois de fil tiré en taille-douce, 58 exemplaires, Éditions Alexandre Loewy, Paris, 1967
- Le Tarot des Familles, 1976, édité par l’artiste, 75 exemplaires ; édité en cartes à jouer par France Cartes et le Musée des Arts décoratifs de Paris, distribué par le Musée des Arts Décoratifs
- Les Douze Émois, 90 exemplaires, distribué par la Galerie Fabien Boulakia, Paris, 1980
- Les Très Riches Heures, 90 exemplaires, édité par l’artiste, Paris, 1985
- Pauvre Gaspard de Paul Verlaine,  25 exemplaires, édité par l'artiste, Paris, 1995
- Le Bogjo's Bohmp de Walter Lewino, 30 exemplaires, édité par l’artiste, Paris, 1995

#### Illustrations et ouvrages collectifs
- Guy Chambelland, Limonaire de la Belle Amour, 2 gravures de Louttre.B, Librairie St Germain des Prés, Paris, 1966
- Cinq pour un Menu, gravures de Dorny, Fiorini, Piza, Boni et Louttre.B, 100 exemplaires, édité par les auteurs, Paris, 1973
- Cinq à sexe, gravures de Dorny, Fiorini, Piza, Boni et Louttre.B, 100 exemplaires, édité par les auteurs, Paris, 1974
- Marianne Auricoste, Lettre de Beauce, gravure de Louttre.B éditions Chambelland, Paris, 1985

### Réalisations monumentales
- 1955 ; Carton de tapisserie pour l’Atelier Plasse Le Caisne 118 × 228 cm)
- 1961 : Vitraux à Marignier et Annemasse (église Saint Joseph)
- 1964 : Cartons de tapisserie pour Tamara Moulinier,  l'Atelier Plasse Le Caisne et la Manufacture des Gobelins 232 × 348 cm)
- 1965 : Renaissance d'une chapelle, mosaïque de galets et de pierre de Crayssac, plafond peint, autel et chemin de croix en béton coloré de sable de Marminiac, 2 vitraux et oculus (2 autres à partir de cartons de Roger Bissière), broderie murale en fil de laine, église Saint-Pierre de Boissièrette [quatre tentures faites de tissus de jeans assemblés ont été réalisées par Laure Louttre-Bissière au cours des années 1990]
- 1965-1966 : ensemble de 12 sculptures monumentales (béton teinté sculpté, hauteur 4 m), Boissièrette
- 1966 : Sculpture (ciment taillé), Lycée de Cajarc (Lot)
- 1967 : Carton de tapisserie pour la Manufacture de Beauvais ; sculptures (ciment taillé) et sol, Faculté des lettres, Bordeaux-Pessac
- 1968 : Sculpture (ciment coulé et peint, hauteur 5 m), Soulac-sur-Mer ; bas-relief de 175 m2 (béton et galets, 175 m2) et 8 sculptures (ciment taillé), mur d’enceinte du lycée de Gourdon (Lot) (Lot) ; fontaine (grès), Manufacture de Sèvres, installée au Parc Floral de Vincennes
- 1971 : Les Admirateurs de l’Heure, 6 sculptures en béton taillé et coloré, accessoires des figures en tuiles et fer forgé, Boissièrette : L’Enseigne de l’Amour (bas-relief en grès, 194 × 296 cm), Manufacture nationale de Sèvres
- 1972 : Pendule en porcelaine et médaillons, Manufacture nationale de Sèvres ; sculptures et jardin, Lycée Jean Lurçat, Ris-Orangis ; 8 sculptures et jardin de pierres, Lycée Technique des Terres-Rouges, Cahors
- 1975 : Sculpture à escalader (ciment polychrome), Bassens ; sculpture en éléments (ciment taillé), Treignac
- 1976 : La Regue Verte (bois brûlé, 200 × 300 cm), Arcachon ; mosaïque (pâte de verre, 50 m2), Hôpital militaire de Pourvourville, Toulouse ; jardin de pierres dressées 1 200 m2), Boissièrette ; mosaïque (briques et galets), école de Meux, Compiègne ; Mur et forum, Carhaix
- 1977 : Pyramide et forum, avec Louis Nallard, ENNA, Nantes
- 1978 : Girouettes (bois et fer), Boissièrette
- 1985 ; Mosaïque (marbre et galets, 60 m2), Compagnie La Hénin, Monaco
- 1985-1992 : Villa Dominique, Boissierette
- 1991 : LP Étienne-Jules Marey, Boulogne
- 1990 : Villa Dominique, Boissierette
- 2005 : Plafond peint, Chapelle du Castel, Valence d’Agen.

## Citations
« Le sujet ? Il importe peu. C'est un support. Le fil est étroit entre figuration et non-figuration. J'ai choisi une représentation allusive : c'est la seule voie où je me trouve heureux, et puis peu importe ce que l'on peint, il n'y a que la manière de peindre qui compte. Le paysage m'a été longtemps porteur : je suis et je resterai un homme de la terre. Toute mon enfance, mes souvenirs sont attachés à ces paysages du Quercy. Les objets simples et amicaux de la vie quotidienne m'inspirent plus que le visage humain. »

— in Baptiste-Marrey, 1994, p.71

« La gratuité d'une œuvre est aussi quelque chose qui me tient à cœur. J'aime les travaux immobiles que j'ai réalisés à Boissiérettes ; ils ne sont ni négociables ni déplaçables, seulement conçus pour ce lieu. Les tableaux, eux, ont leur vie propre ; ils sont négociables, même si le but n'est pas là. Ils voyageront ! Mes sculptures en béton sont accrochées au rocher. »

— in Baptiste-Marrey, 1994, p. 79

« J'ai fait bien des choses : des sculptures géantes, des gravures de toutes dimensions, des vitraux, des tapisseries, et des choses plus humbles, mais tout ce que j'ai fait n'a eu que la peinture pour point de départ et me ramène toujours à la peinture. Je ne vis que pour cet instant fugitif de bonheur, ce moment aussi court qu'une étincelle où on se sent vivre. »

— in Baptiste-Marrey, 1994, p. 85

## Prix
- Lauréat du Prix des Onze, Paris, 1965
- Lauréat de la Cinquième Biennale de gravure de Tokyo – Prix O’Hara, 1967
- Lauréat de la Triennale de Grenchen, 1967
- Lauréat de la Biennale de l’Estampe, Épinal, 1971

## Œuvres dans les musées et collections publiques

### Canada
- Musée national des beaux-arts du Québec[12], Québec

### France
- Bordeaux, Musée des Beaux-Arts de Bordeaux
- Caen,  Musée des Beaux-Arts de Caen
- Cahors, Musée de Cahors Henri-Martin
- Dunkerque, Lieu d'art et action contemporaine de Dunkerque
- Évreux, Musée d'Évreux
- Grenoble, Musée de Grenoble
- Limoges, Musée des Beaux-Arts de Limoges
- Mont-de-Marsan, Musée Despiau-Wlérick - Centre d’art contemporain Raymond-Farbos
- Paris, Bibliothèque nationale de France - Mobilier national - Musée d'Art moderne de Paris - Musée national d'Art moderne
- Rouen, Musée des Beaux-Arts de Rouen
- Saintes, Musée des Beaux-Arts – l’Échevinage
- Sens, Musée de Sens (dépositaire de l’œuvre gravé – 1984/2006)
- Villeneuve-sur-Lot, Musée de Gajac (dépositaire de l’œuvre gravé – 1963/1983)

### Grande-Bretagne
- Londres, Victoria and Albert Museum
- Oxford, Ashmolean Museum et Institut Taylor

### Luxembourg
- Musée national d'histoire et d'art

### Éléments de bibliographie
: Source utilisée pour la rédaction de l’article

#### Monographies et catalogues d'expositions personnelles
- Louttre.B, texte de Jacques Lassaigne, Galerie Jeanne Bucher, Paris, 1961
- Louttre.B, texte de Serge Gauthier, Musée des Beaux-Arts de Limoges, 1972
- Louttre.B, texte de Pierre-Jean Deschenes, Musée d'Évreux, 1973
- Louttre.B, texte de Jean-Luc Chalumeau, Galerie Alain Digard, Paris, 1977
- Louttre.B, L’œuvre gravé 1963-1983, texte de Francette Woimant, Musée de Gajac, Villeneuve-sur-Lot, 1977
- Louttre.B, texte de François Mathey, Galerie Fabien Boulakia, Paris, 1979
- ""Louttre.B, texte de Gunnar Lindqvist, Galerie Glemminge, Suède, 1982
- Louttre.B, texte de Dora Vallier, Galerie Heimeshoff, Essen, 1983
- Louttre.B, texte de Jean-Paul Blanchet (Paus-sages), Abbaye Saint-André - Centre d'art contemporain, Meymac, 1985
- Louttre.B, L'œuvre gravé 1960 à 1983, texte de Bruno Foucart, Hazan éditeur, Paris, 1985
- Louttre.B, texte de Michel-Georges Bernard (Louttre.B, Chronique aux bords du visible), Galerie Fabien Boulakia et Cimaise no 188, Paris, juin-août 1987 (en français et en anglais) ; Galerie Kruper, Essen, novembre-décembre 1987 (en français et en allemand).
- Louttre.B, texte de de Frans Duister, Galerie Martin L. de Boer et Galerie Borzo, Amsterdam, 1989
- Louttre.B, texte de Palle Schmidt, Galerie Aeblegaarden-Holte, Danemark, 1990
- Louttre.B, texte de Lucien Curzi, Galerie Paul Vallotton, Lausanne, 1990
- Louttre.B, texte de Gérard-Georges Lemaire (Louttre B entre la proie et l'ombre), Centre d'art contemporain de Mont-de-Marsan, 1991
- Louttre.B, texte de Baptiste-Marrey (Louttre B., portrait en douze esquisses), Centre régional des Lettres d'Aquitaine / Le Castor Astral, Bordeaux, 1994
- Louttre.B, Peintures, gravures, sculptures, 1985-1995, texte de Philippe Piguet, Maison des Arts Georges Pompidou, Éditions Arts et Dialogues Européens, Cajarc, 1996
- Louttre.B,  texte de Véronique Merlin-Anglade, Musée d'Art et d'Archéologie du Périgord, Périgueux, 1997
- Louttre.B, rétrospective, textes de Bernard Ethuin-Coffinet, Baptiste-Marrey (Peintre d'enseignes et La licorne en ses jardins), Michel-Georges Bernard (Voyage au pays des signes), Paul Pavlowitch (Du sable de nos rêves) et François Mathey, Musée de Sens, 2003, 116 p.  (ISBN 2913909116)
- Louttre.B, textes de Valère Bertrand, Lydia Harambourg, Musée de Gajac, Villeneuve-sur-Lot, 2005
- Louttre.B, texte de Anne Malherbe, éditions Ides et Calendes, Neuchâtel, 2006
- Louttre.B, L'œuvre gravé, 1984-2006, textes de Alin Avila (Homme de bois, homme de pierre, homme debout), Baptiste-Marrey (La matière d'abord), Lydwine Saulnier-Pernuit (La donation des gravures aux musées de Sens) et Gérard Sourd (La gravure au bon plaisir de Louttre.B), Aréa Paris - Musée de Sens, 2007 (240 p.) [462 œuvres recensées et reproduites, datées de 1984 à 2006]  (ISBN 2-913909-23-X)
- Louttre.B  (texte de Bernard Ceysson), Cahors, IAC Éditions et Musée Henri Martin, 2012, 96 p. (ISBN 978-2-9163-7354-6, lire en ligne)

#### Ouvrages généraux
- Gérard Xuriguera, Les années 50 - Peintures, sculptures, témoignages, Arted, 1984.
- Lydia Harambourg, Dictionnaire des peintres de l'École de Paris, 1945-1965, Éditions Ides et Calendes, Neuchâtel, 1993  (ISBN 2825800481) ; nouvelle édition, 2010,  (ISBN 978-2-8258-0241-0)

### Radio, télévision, films
- Transfigurations Musicales, André Almuro, France Culture, 1965
- Jacques Duchamp, ORTF Toulouse, 1965-1966
- Youri, Entrons dans l’espace de... Louttre.B, FR3, 1976
- Michel Chapuis, Pont des Arts, France Culture, 1976
- Patrick Cazal et Christian Marc, Louttre.B entre père et terre, FR3 Midi-Pyrénées, 1977
- Michel Chapuis, Pont des Arts, France Culture, 1980
- Lilian Thorn, Portrait d’artiste, TV Luxembourg, 1984
- Jacques Betillon, FR3 Pôle Sud, Toulouse, 1996
- Eymeric Bernard, Louttre.B, Bordeaux, 2003
- Annie et Paul Pavlowitch, Portraits de familles, 2006